# Mujuice
Mujuice (рус. Муджу́с, настоящее имя — Роман Викторович Литвинов; род. 14 октября 1983, Москва) — российский электронный музыкант, диджей, продюсер и исполнитель.
Дизайнер-график. Участник Red Bull Music Academy 2010, фестиваля электронной музыки Sónar 2011, SXSW 2012. 

## Биография
Родился и вырос в Москве. В детстве сочинял небольшие фортепианные пьесы, тогда же занимался в архитектурной студии ЭДАС (создатель и руководитель Владислав Кирпичёв).
В 2006 году окончил Высшую академическую школу графического дизайна (ВАШГД) по специальности «графический дизайн» (мастерская Юрия Гулитова).
В 2004 году выпустил первый альбом SuperQueer.
В 2005 году Mujuice выпустил альбом с DZA (dzhem).
В 2009 году участвовал в проекте «Иосиф Бродский. Звук речи», инициатором которого выступил музыкальный обозреватель издательского дома «Коммерсантъ» — Борис Барабанов. Целью проекта было создать вокруг голоса великого поэта «звуковую среду, в которой он мог бы зажить по-новому».
В 2011 году получил премию «Человек года GQ 2011» в номинации «Музыкант года».
В 2012 году Mujuice принял участие в специальном проекте Lenta.ru «Re:Аквариум», посвященном юбилею группы «Аквариум». Он записал кавер-версию песни «Рок-н-ролл мёртв».
В июле 2014 года совместно с Ed Vertov (сооснователь Pro-Tez records) запустил Acid Pop Recordings, независимый звукозаписывающий и мультимедиа лейбл. Лейбл базируется в Лос-Анджелесе (США) и в Москве.
В 2015 году записал трек «-- .. .-.» для Google и проекта «Живая память», по мотивам одного из присланных на проект писем.
В 2017 году поработал вместе с Ренатой Литвиновой и выступил саунд-дизайнером в ее спектакле «Северный ветер».
В декабре 2019 года выпустил альбом Regress, а затем выпустил клип на песню Circle of Salt, в записи которой приняла участие вокалистка группы «Самое большое простое число» Женя Борзых. Также в клипе снялся российский актёр Александр Кузнецов.
В марте 2020 года выпустил альбом Rytm Moskva, а уже через год вышел третий полноформатный вокальный альбом Melancholium.

## Дискография

### Студийные альбомы
- 2004 — SuperQueer
- 2007 — Cool Cool Death!
- 2011 — Downshifting
- 2012 — Mistakes & Regrets
- 2014 — Metamorphosis
- 2014 — Planetarium
- 2016 — Amore e morte
- 2016 — Torus
- 2019 — Die Young!
- 2019 — Regress
- 2020 — Rytm Moskva
- 2020 — Metamorphosis (Live in Moscow)
- 2021 — Melancholium

### Мини-альбомы (EP) и синглы
- 2006 —  Still
- 2006 — Monochrome
- 2008 — Teal Day
- 2010 — Bullseye
- 2013 — Не забудем, не простим <3
- 2014 — Dirty
- 2014 — Mila One
- 2016 — Сапфиры 1113
- 2016 — Hurt
- 2017 — Amore e morte (Remixed)
- 2017 — Грустные глаза
- 2018 — Track-B
- 2018 — Signal VVO Hood
- 2018 — Muksun
- 2018 — SEX Tape MIX
- 2018 — LVOE
- 2018 — ХАОС
- 2019 — Wormwood Star
- 2019 — Motherland
- 2019 — Circle of Salt (Video Edit)
- 2020 — Grey Gardens
- 2020 — Мир! Дружба! Жвачка! Саундтрек к сериалу. Часть 1
- 2020 — Hermitage Jordan Staircase
- 2020 — Underground
- 2020 — 13
- 2020 — Время
- 2020 — Bubble Gum Pack
- 2021 — Rehab
- 2021 — Zodiac
- 2021 — Вампиры
- 2021 — PTSD
- 2021 — Melancholium (Remixes & Covers)
- 2021 — Underdogs (feat. VALORANT)
- 2022 — Dropper OST